# Olof Silnecker
Olof Silnecker (före 1680 Sillnéus), född 1636, död 19 maj 1692, var en svensk lagman.
Han blev 1677 landsdomare i Blekinge och blev 1680 (1683) Hallands första lagman en tjänst han innehade intill sin död 1692.. Han adlades 1680.